# 看護師
看護師（かんごし、英語: nurse、ナース）は、傷病者の看護および療養上の世話、医師の診療補助を職業としてその独占業務を行い、その資格を有するコ・メディカルである。日本では「保健師助産師看護師法」という医療従事者の法律で定めた国家資格で厚生労働大臣の免許を受けた者（後述の「日本」節も参照）。2002年に名称改正される前の看護師の従前名称は当時の「保健婦助産婦看護婦法」に基づいて、一般には「看護婦」・男性の場合は「看護士」という名称であった。本項目では、原則として2002年以後の日本での法律上の名称である「看護師」を使用する。

## 概要
看護師は個々の患者の健康管理に焦点を当て、彼らの健康および生活の質を維持または回復させうる職務に従事している。看護師は、患者ケアのアプローチやその実践範囲 (Scope of practice) や養成制度の観点から医師とは区別されうる医療従事者である。
看護師は様々な診療科で実践を行っており、大半の医療環境で最も人数の多い構成要素が看護師である。しかしながら、資格を有する看護師が各国で不足しているとの証拠もある。看護師は一般的に医師の指示範囲内で看護ケアを実施しており、この伝統的な役割が看護提供者という看護師の世間一般イメージとなっている。ただし海外のナース・プラクティショナーは、独立して一定レベルの診断や治療などを行うことも許されている。
戦後になってから、看護教育は高度かつ専門的な資格に向けた多様化を遂げており、多くの伝統的な規制や看護提供者としての役割も変化しつつある。
看護師は、医師や療法士、患者やその家族、他の同僚たちと協働して（傷病者の）生活の質を向上させるべく病気の治療に焦点を当てた看護計画を作成する。アメリカ合衆国やイギリスでは、ナース・プラクティショナーなどの上級看護職が健康上の問題を診断したり薬や療法を処方できる（各州の規制にもよる）。看護師は、療法士や診療医や栄養士などの複数専門分野が携わる医療チームの仲間達によって行われる患者ケアの調整を支援する場合もある。看護師は、医師達と相互依存する形で看護ケアを実施すると共に、看護の専門家としてケアを提供している。

## 歴史

### 18世紀以前
看護の歴史研究家は、古代に行なわれた傷病者への世話が看護ケアにあたるか否かの判断で意見が割れている。例えば紀元前5世紀のヒポクラテス全集には、付き添い人による患者への優れた世話および観察の記述があり、彼らが初期の看護師といえるかもしれない。紀元前600年頃のインドの医学書『スシュルタ・サンヒター』には、看護師の役割に関する「皮膚を含めた体の様々な部位は、解剖学に精通していなければ正確に説明できない。そのため、解剖学の完全な知識を習得したい人は遺体を調達して解剖することで、様々な部位を注意深く観察したり調べてみるべきである」との記述が残っている。
近代看護の基礎ができる前は、修道女や僧侶などの修道者が看護に似たケア（施し）を行っていた。キリスト教のほかイスラム教 や仏教の伝統にもそうした例が存在する。『ローマの信徒への手紙』16章に綴られているフィベ (Phoebe (biblical figure)) は、多くの資料で「最初の訪問看護師」だと説明されている。これらの伝統が近代看護のエートスの発展に影響を与えており、宗教的なルーツの痕跡が現在も多くの国に残っている。イギリスの例を挙げると、かつての上司にあたる看護師を「シスター」という歴史的な敬称を使って呼ぶことがある。
16世紀の宗教改革期に、プロテスタントの改革派が修道院を閉鎖して、北欧では数百の自治体ホスピスが運営を引き継いでいった。看護師の役割を果たしていた修道女は、年金を受け取ったり結婚して家庭におさまるよう告げられた。ローマカトリック教会に根ざした伝統的な世話人(caretaker)がその職位から外されたため、看護は経験の浅い人が施すようになり、西洋の看護職は約200年におよぶ大きな停滞に瀕した。 

### 19世紀

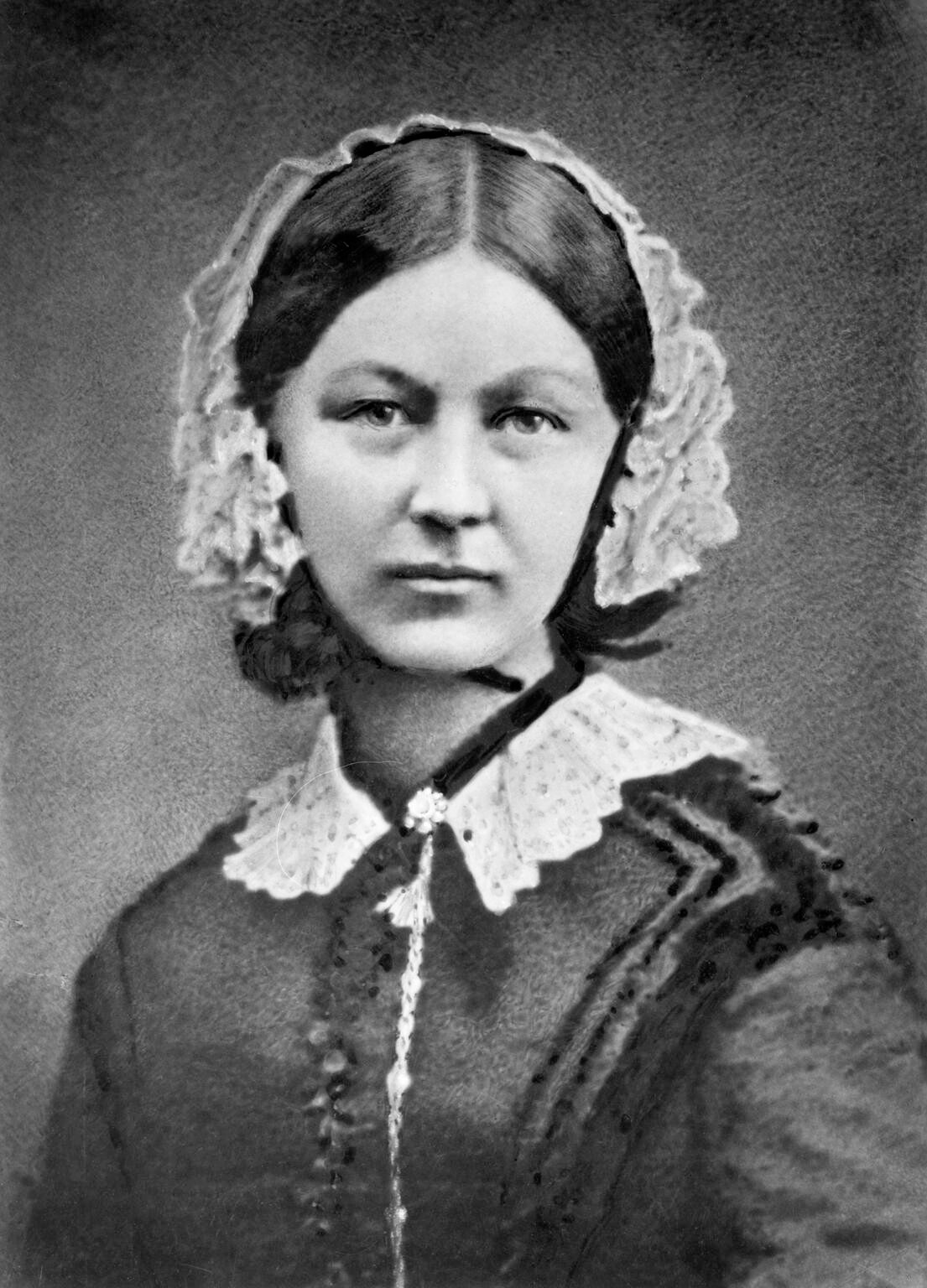
フローレンス・ナイチンゲールは現代看護の発展における第一人者。彼女は、5つの環境要因(1.新鮮な空気、2.澄んだ水、3.効率的な排水、4.清潔さ、5.光、特に直射日光）と健康とを結びつけ、これら要因の不備が健康を損なったり病気をもたらすとした。看護の役割と看護教育はどちらもナイチンゲールによって初めて定義された。

クリミア戦争時に、エレナ・パヴロヴナ (ロシア大公妃)は軍病院での年間奉仕を目的とした聖十字隊(Krestodvizhenskaya obshchina) に参加するよう女性達に呼び掛けた。28人の女性隊員による第一班が1854年11月初頭にクリミアに向かった
フローレンス・ナイチンゲールは、このクリミア戦争を経て職業看護の基礎を築いた。彼女の『看護覚え書(Notes on Nursing,1859)』が評判を呼ぶようになった。職業教育のナイチンゲールモデルは、継続的に運営する病院や医学部と繋がりのある最初の看護学校設立へと至り、1870年以降に欧州と北米で広く普及した。またナイチンゲールは、統計データを活用する先駆者でもあった。
ナイチンゲールの提言は、同じクリミア戦争の前線で奉仕したメアリ・シーコール（ジャマイカ生まれの「女医」兼看護師）の成果に基づいて構築された。シーコールは、19世紀のクリミア・中米・ジャマイカで負傷兵および病気に苦しんでいる人々を癒すために、衛生を実践したりハーブを用いた。彼女の祖先は18世紀のジャマイカ植民地 (Colony of Jamaica) で神霊治療家として大成功を収めており、そこにはシーコールの母、キューバ・コーンウォリス、グレース・ドンヌ（最も裕福なジャマイカの植民農園地主サイモン・テイラーの愛人にして女医）などが含まれる。
職業上の発展における他の重要な看護師は次のとおり。
- アグネス・ハントは、シュロップシャー出身の最初の整形外科看護師であり、同州の整形外科病院ができた際に非常に貢献した。
- アグネス・ジョーンズは、1865年にリバプールの診療所で看護師養成体制を確立した。
- リンダ・リチャーズは、米国と日本で質の高い看護学校を設立した人物で、米国にて最初の公式な職業訓練を受けた看護師。
- クララ・バートンは、先駆的なアメリカの教師、特許事務官、看護師、人道主義者、そしてアメリカ赤十字社の創設者。
- 聖マリアン・コープは、米国で最初の総合病院を幾つか開設運営した聖フランシスの修道女で、彼女の設けた清潔基準が米国における近代的な病院体系の発展に影響を与えた[28]。

1863年の赤十字国際委員会創設後に登場するようになった赤十字標章は、看護師に雇用と職業化（フローレンス・ナイチンゲールは当初これに反対した）の機会を提供した。貧民救済修道女会、慈悲修道女会、マリアの宣教者フランシスコ修道会などのカトリック叙階が、この時期に病院を建設して看護奉仕を行なった。次いで、1836年にドイツで近代的な教会の女子慈善奉仕運動 (deaconess movement) が始まった。欧州では半世紀経たぬうちに教会の女子慈善奉仕隊が5000以上存在していた。
近代軍隊における看護師の正式な使用は、19世紀後半に始まった。第一次ボーア戦争、エジプト戦役(1882)、スーダン戦役(1883)にて看護師の戦地赴任が確認されている。

### 20世紀

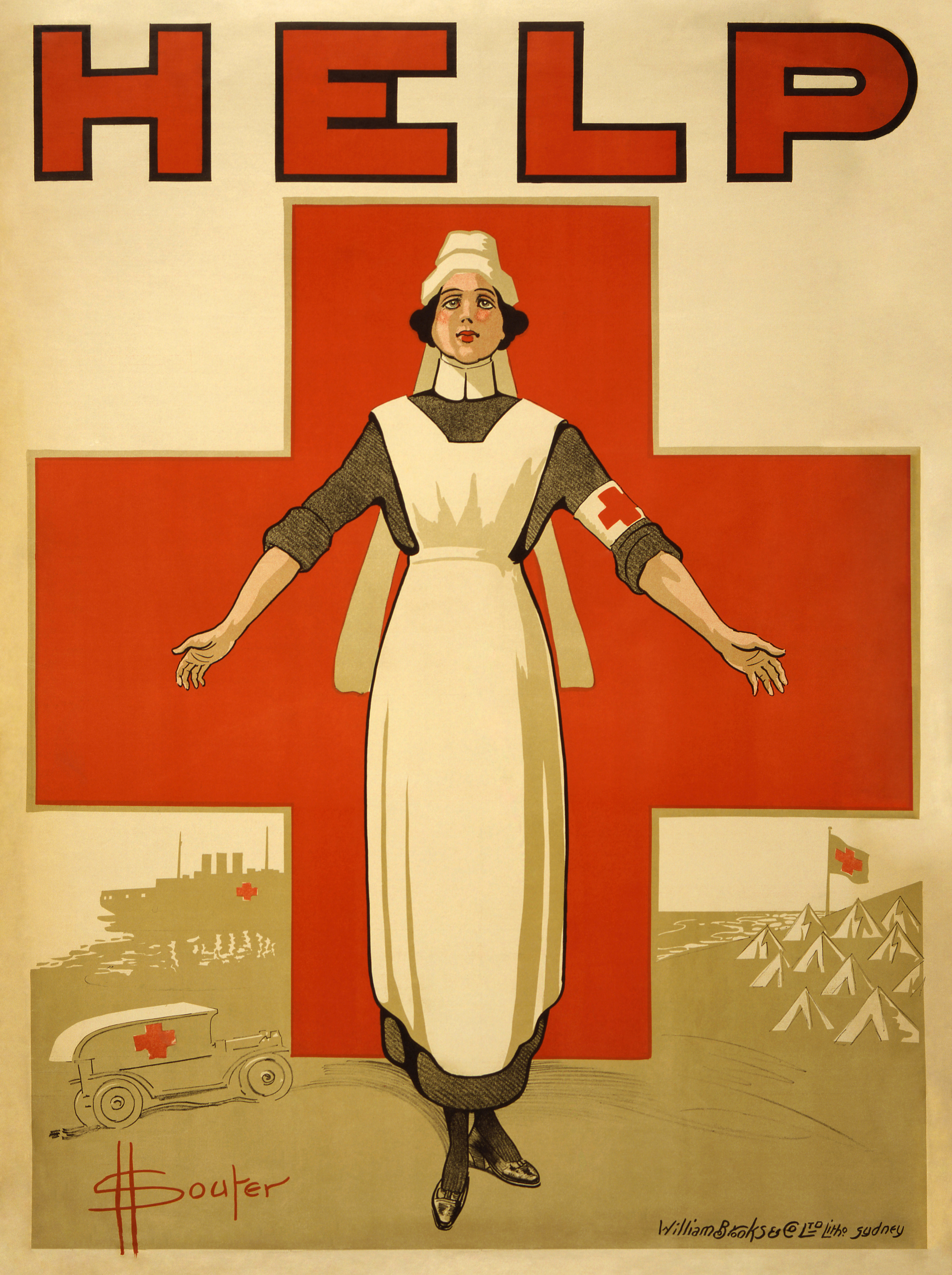
第一次世界大戦当時のオーストラリアの看護師募集ポスター

病院を拠点とする養成訓練は1900年代初頭に登場し、実務経験を重視するものとなった。ナイチンゲール様式の学校は無くなり始めた。病院と医師は、看護する女性すなわち看護婦を無償または安価な労働源だと見なしていた。雇用者、医師、教育者による看護師の搾取は当時珍しいことではなかった。
多くの看護師の戦地赴任が第一次世界大戦で確認されているが、第二次世界大戦期に専門職へと移行した。陸軍の看護役務に就くイギリスの看護師はあらゆる海外戦役の一環として存在していた。他のどの職業よりも大勢の看護師が米国陸軍および海軍での奉仕を志願した。ナチス軍は独自の看護師(Brown Nurse)を40,000 強保有していた。20数名のドイツ赤十字看護師が戦火での英雄行為を理由に鉄十字を叙勲された。
この時期には大学および大学院における看護学位の発展が見られた。看護研究の進歩および団体や組織に対する要望は、専門機関や学術誌の多種多様な形成をもたらした。明確な学問分野としての看護の認知向上は、実践に向けた基礎理論を定義する必要性も伴うものとなった。
19世紀および20世紀初頭は、医師が男性の職業であったように、看護が女性の職業と考えられていた。20世紀後半に職場の男女機会均等への機運が高まる中、公的には看護がジェンダー中立の職業となったが、実際のところ男性看護師の割合は21世紀初頭における女性医師の割合をも大きく下回っている。 

## 職業として

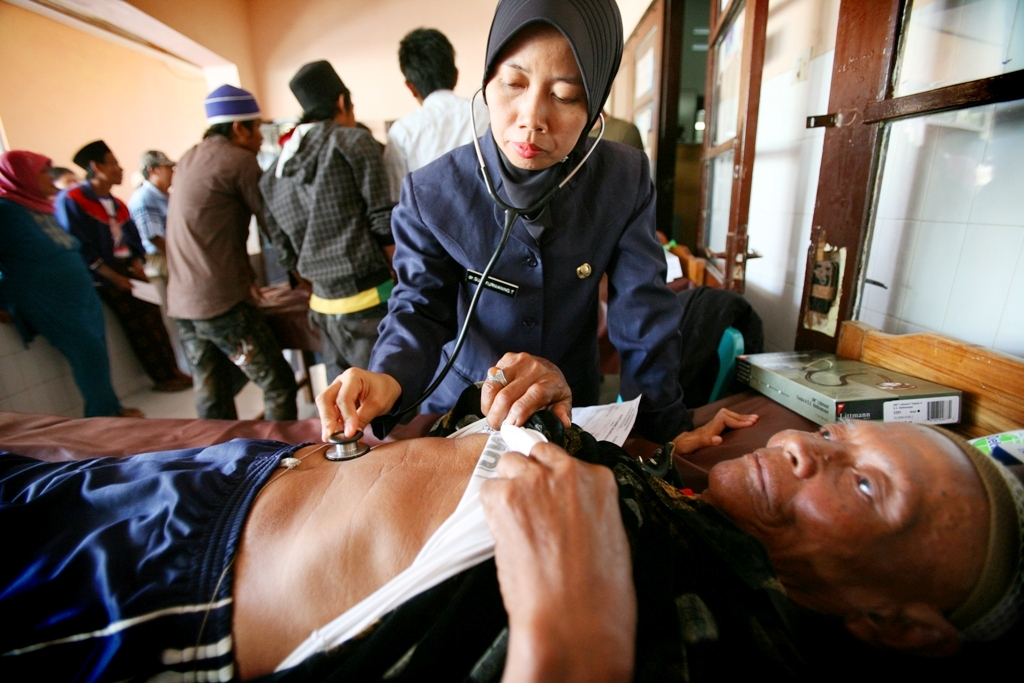
患者を診察するインドネシアの看護師

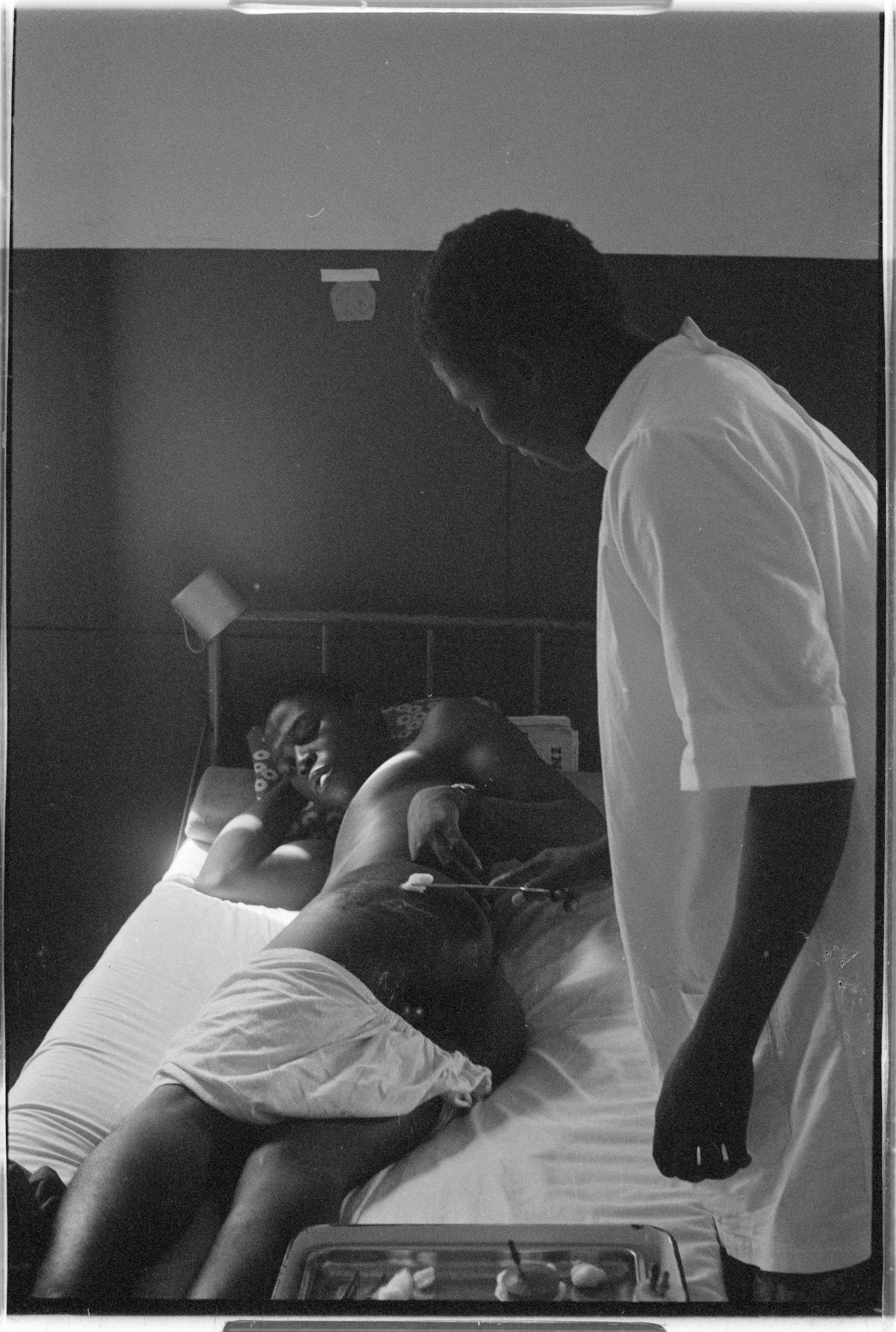
火傷を負った患者を処置する看護師。ジガンショールのPAIGC病院、1973年

看護実践の権限は、職業上の権利と責任ならびに公的説明責任のメカニズムを示す社会契約に基づいている。ほぼ全ての国で、看護実践は法律によって定義および管轄され、看護師になる手段は国家（または自治体）レベルで規制されている。
国際的な看護機関の目的は、その職業に対して資格、倫理規定、基準、能力を維持し、教育を継続しつつ、あらゆる人に一定以上の質を備えたケアを保証することにある。職業看護師になるための教育行程は各国で大きく異なるが、その全てが看護の理論および実践の広範な勉学だけでなく臨床技術の鍛錬を含むものである。
看護師は、各個人の身体的、感情的、心理的ほか各種のニーズに基づいて、健康および病状のある全年齢かつ様々な文化的背景を持つ個人に対して包括的なケアを行う。看護師はそれら個人へのケアに際して、自然科学、社会科学、看護理論、科学技術を組み合わせていく。
看護職で働くにあたり、あらゆる看護師が実践範囲と教育に応じた資格を1つ以上持っている。
例えば日本では正看護師と准看護師が協働するが、両者のケア実践条件や免許には違いがある。正看護師が「医師の指示のもと」各種ケアを行うのに対し、准看護師は「医師または看護師の指示のもと」同内容のケアを行うことになる（業務範囲に差はないが、自らの判断による看護業務ができない）。資格に関しても、看護師は厚生労働大臣から免許を受けるが、准看護師は都道府県知事からの免許を受けることになる。
この違いは、両者の資格要件や取得までの履修時間にも表れている。日本で看護師として働くには、高校を卒業したのちに「大学または3年以上の看護系教育」を受けて、看護師国家試験に合格する必要がある。免許取得前の教育では、人間を幅広く理解する能力、根拠に基づき計画的に看護を実践する能力、他職種と連携・協働していく能力など、看護師の実務で求められる能力を培うための教育が行われる。一方、准看護師になるための最終学歴は中学卒業以上であり、そこから「2年以上の看護系教育」を受けて、地方自治体（都道府県）が行う准看護師試験に合格する必要がある。
看護師は医師の助手ではない。ある特定の状況ではそれも当てはまるが、看護師は患者の世話をしたり、他の看護師を補助することが多い。 
看護師はまた、医師が行う診断検査の手伝いをする。看護師は、ほとんど常に他の看護師と一緒に働いている。看護師は、要請された場合に救急処置や外傷治療にあたっている医師を補助する。

### ジェンダー問題
雇用機会均等法にもかかわらず、多くの国で看護師は女性中心の職業であり続けている。WHOの2020年『State of the World's Nursing』によると、看護労働力の約90%が女性である。例えば、カナダおよび米国では看護師の男女比率が約1:19であり、この比率は世界中で見られる。特筆すべき例外として、フランス語圏のアフリカ諸国 (Francophone Africa) では女性よりも男性の看護師が多い。欧州では、スペイン、ポルトガル、チェコ、イタリアなどの国で看護師の20%以上が男性である。なお、米国の男性看護師の数は1980年から2000年の間に倍増しており、日本でも2008年から2018年までの直近10年間で男性看護師の数が倍増している（それでも男女比率は男性7.8%、女性92.8%）。依然として女性看護師は一般的であるが、平均して男性看護師のほうがより多くの給料を受け取っているというデータもある。2014年に日本において男性看護師の職能団体として全国男性看護師会が設立された。

### マイノリティ問題
統計によると、米国では看護職の19.2%がマイノリティ（少数民族）の背景を持つ人々で、 残る80.8%が白人の特に女性で占められている。看護分野において人種多様性が少ないと、多様人種の患者治療で困難が生じる可能性がある。 

### 名義貸し問題
特に看護師が常に看護業務をする必要がある訳ではない福祉施設などでは書類上だけ看護師を所属させる、所謂「名義貸し」が一定数見られ、行政処分例も相当数存在する。また、看護師が常に看護業務を行う必要がある医療・介護施設でも看護師の設置基準を登録上だけでも守ろうと名義貸しに頼るケースがある。

## 活動範囲

### 日常生活動作の支援
看護師は、看護ケアを管理および調整して日常生活動作(ADL)を支援する。多くの場合そうしたケアの提供は介助に携わる人達に委託される。これには、ベッド内にいる活動耐性低下患者の移乗動作など患者の移動を介助することも含まれる。

### 医薬品
医薬品の処方権限は国や地域によって異なる。米国では多くの地域で、医師やナース・プラクティショナー（上級看護職,NP）といった処方権限を持つ専門家によって処方された薬をレジスタードナース（登録看護師,RP）が管理している。日本では、薬剤師が医師の処方箋に基づいて薬を調剤するため、看護師は患者に対して薬の服用後に副作用が現れたか等を尋ねたりする。
看護師には薬物の投与前後を含むケア全体で患者を評価する責務があり、処方者と看護師との協力的な取り組みを通じて医薬品の調整が行われることが多い。米国では、処方者に関係なく看護師は自分達の投薬する薬に対して責務があり、処方箋に間違いがある場合は看護師がそれに気づいて報告することが法的に期待されている。また、患者に有害の可能性があると思しき投薬を拒否する権利を有している。日本では、指示簿など医師の指示に基づいて看護師が投薬することは認められているが、処方箋の疑義については調剤を行う薬剤師が事前に医師側へと照会することが法的に期待されている。また患者の病態に応じた薬剤投与量調節も、事前に医師の指示がある場合は可能だが、医師の指示なしに看護師自らが処方の変更をすることはできない。イギリスには、自らの実践範囲から任意の薬を処方できる追加の専門訓練を受けた看護師が存在する。

### 患者教育
病状説明の際に、患者の家族が加わることも多い。患者とその家族に対して適切に病状説明すること（患者教育）が、合併症や病院訪問の減少につながる。

### 死後処理
病院内で死亡した患者が着用していた寝間着や入院服から浴衣に着替えさせて、他にも死に化粧や
湯灌などの処理が看護師によって行われる、納棺前に看護師によって行われる一連の作業の事を
エンゼルケアと呼ばれる。　エンバーミング死装束などへの着替えなど葬儀屋職員が
行うエンバーミングとは区別されている。

## 専門分野と実践場面
看護師は、全医療職の中で最も多様性に富んでいる。看護師は幅広い場面で実践にあたるが、概ね看護される需要に応じて分かれている。
主な分野は次のとおり。
- コミュニティや公共の場（日本では保健師が行う）
- 生涯にわたる家族や個人
- 成人老年学
- 小児科
- 新生児
- 婦人科やジェンダー関連
- メンタルヘルス
- 情報学（eHealth）
- 急性期病院
- 外来の場面（診療所、緊急看護現場、キャンプなど）
- 各種学校の保健室（日本では養護教諭が行う）

このほか、循環器看護 、整形外科看護、緩和ケア、周術期看護、産科看護、がん看護、看護情報学、遠隔看護、放射線、救急看護,ストマケアといった専門分野もある。
看護師は、病院、個人宅、学校、製薬会社など幅広い場面で実践する。看護師は、企業の健康管理室、診療所や医師事務所、介護施設等で働いている。他にも、クルーズ船や兵役で働く者もいる。看護師は、各企業のヘルスアドボカシーや患者アドボカシー部門で働き、様々な臨床上の問題や管理面の問題を支援している。中には弁護士を兼務したり弁護士と共に活動する者 (Legal nurse consultant) もいて、患者記録を見直して十分なケアが提供されたことを保証したり、法廷で証言している。看護師は臨時雇いで働くことも可能であり、契約を結ばず様々な設定でシフト入りすることも含まれ「看護師の日雇い派遣」と通称されることもある。大学の研究室や研究機関の研究者として働く看護師もいる。他にも情報学の世界を掘り下げて、コンピュータ化されたチャートプログラムやその他のソフトウェア作成に関するコンサルタントを務める者もいる。作家として記事や書籍を出版し、重要な参考資料を提供する看護師もいる（日本では看護師兼作家として藤岡陽子が知られている）。

## 職業上の危険
国際的には、看護師不足が深刻である。その理由の一つとして、看護師が実務を行う職場環境が原因だとされている。アメリカ看護師協会によると、30%の看護師たちが自分の働く現場を「劣悪な労働環境」と表現しており、40%以上もの看護師が12時間以上に及ぶ勤務を余儀なくされているという。一部の国や州は受け入れ可能な看護師と患者の比率に関する法律を制定しており、例えば日本は一般病院の外来で「患者30人：看護師および准看護師1人」という人員配置標準を定めている。
速いペースかつ予測不可能な医療ケアの性質のため、看護師は高い職業性ストレスを含む傷病リスクにさらされている。看護は特にストレスの多い職業であり、看護師は絶えずストレスを仕事関連の主な懸念事項として認識しており、他の職業と比較して最も高いレベルの職業性ストレスを抱えている。このストレスは、環境、心理社会的ストレス要因、看護の要求（習得しなければならない新技術を含む）、看護に関連した感情労働、肉体労働、シフト勤務、高い作業負荷によって引き起こされる。このストレスは、睡眠障害、うつ病、死亡、精神疾患、ストレスに関連した病気（一般的な病気も含む）を含む短期長期どちらの健康問題リスクにも看護師をさらしている。看護師は二次受傷と道徳的苦悩を催すリスクがあり、これが精神衛生を悪化させる可能性がある。また、看護師の燃え尽き症候群(40%)や心労(43.2%)も高率である。この両者は病気リスクのほか、医療過誤、最適でないケアの提供リスクをも高めている。
看護師はまた、職場内での暴力および嫌がらせ（ハラスメント）のリスクにもさらされている。暴力は通常、非職員（例えば患者やその家族）によって行われるのに対し、嫌がらせは典型的に他の病院職員によって行われる（患者やその家族による嫌がらせは「ペイシェント・ハラスメント」と呼ばれる）。アメリカの看護師は57%が職場で脅されており、17%が身体的暴行を受けた、と2011年に報じられた。日本看護協会の2017年調査でも、看護職の52.8%が勤務先や訪問先で暴力やハラスメントを受けたと回答しており、患者からの身体的攻撃が特に深刻であるとの実態が判明している。

### 予防
看護の職業上の危険を軽減できる介入は数多くあり、個人と組織どちらを対象に絞ったものも存在する。個人に焦点を当てた介入にはストレス管理プログラム等があり、個人に合わせて調整可能である。ストレス管理プログラムは、不安、 睡眠障害、 ストレスの兆候を軽減させることができる。組織的介入は、ストレスの多い局面を定めてそれらに対する解決策を生み出すことによって、作業環境でのストレスの多い局面を減らすことに焦点を当てている。組織的介入と個人介入を一緒に使うことが、看護師のストレスを軽減するのに最も効果的である。日本の一部医療機関や介護施設では、（看護の肉体的負担を軽減する）動力付きのパワードスーツが使用されている。四肢や腰椎のサポートスーツも試行されている。

## 世界各国

### 南北アメリカ

#### アメリカ合衆国

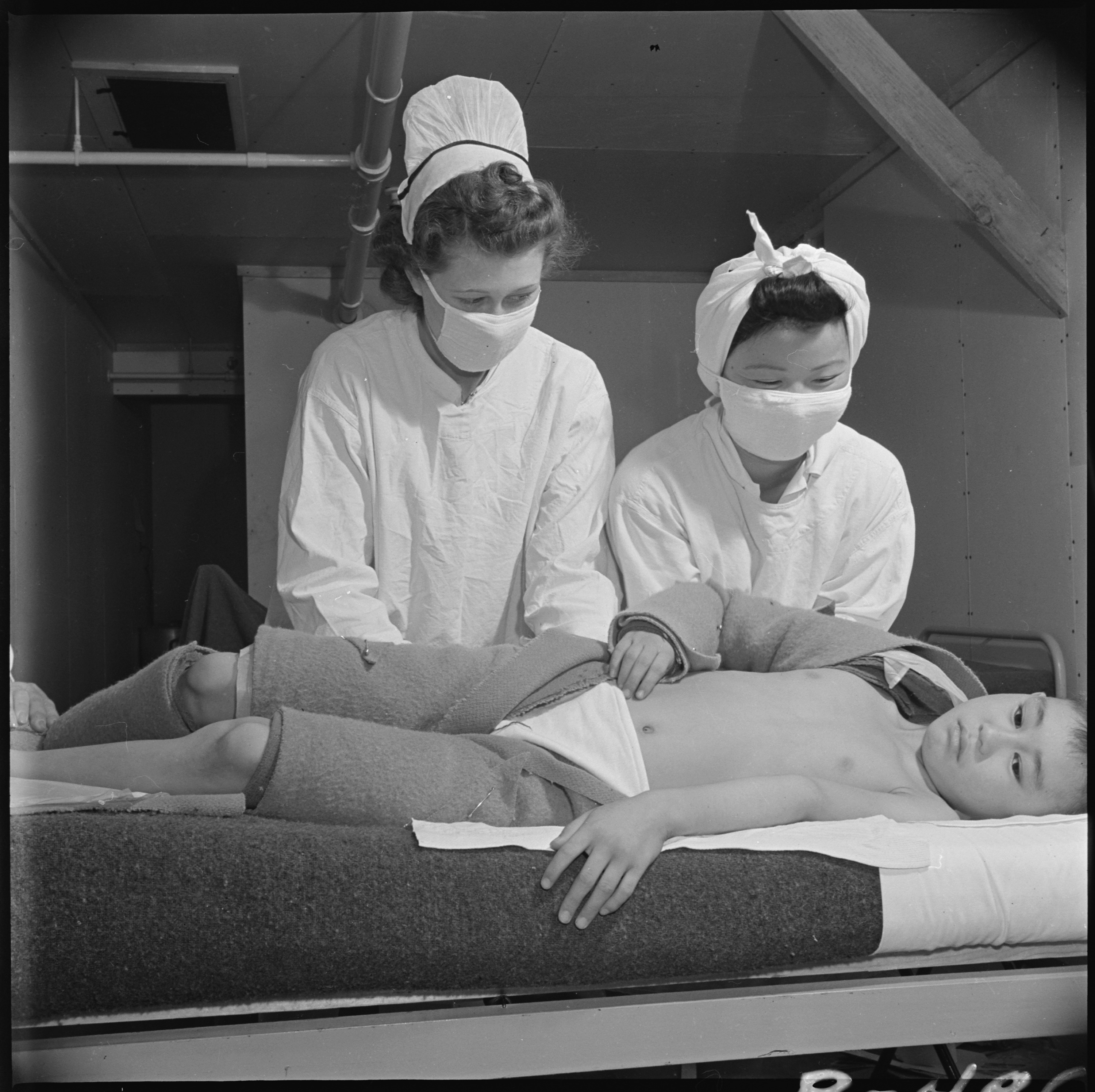
アリゾナ州の看護師2人(1943)

米国では、実践範囲が看護師を認可する州または地域によって決定される。州ごとに看護ケアを管理する独自の法律、規則および規制がある。通常こうした規則や規制の策定は看護委員会に委任され、この委員会がこれら規則の日常的な管理、看護師や看護助手のための免許手続きを行い、看護問題に関する決定を行う。一部の州では、「看護師」という用語をレジスタード・ナースと有資格の准看護師 (Licensed practical nurse) の組み合わせにのみ使っている。
病院の場合、レジスタード・ナースはしばしば有資格の准看護師および国家資格を持たない介助要員 (Unlicensed assistive personnel) に職務を委任する。
レジスタード・ナースは、臨床看護師としての雇用に限定されない。医師のほか、弁護士、保険会社、政府機関、地方機関、公衆衛生機関、民間企業、学区、通院外科診療所等から雇用される。レジスタード・ナースの中には、自営の独立したコンサルタントもいれば、大手メーカーや化学会社で働く者もいる。治験コーディネーター(Research nurse)は、生物学、心理学、人間開発、医療システムなど、多くの分野で研究や評価（結果と過程）の実施および支援をしている。
多くの雇用主が、柔軟な勤務スケジュール、育児給付金、教育給付金、賞与を提供している。レジスタード・ナースの約21%が組合員または組合契約の対象である。
看護は国内最大の医療職である。2017年には、全米で400万人超のレジスタード・ナースと92万人超の有資格准看護師がいた。免許交付されたレジスタード・ナースのうち260万人(84.8%)が看護に従事している。看護師は病院職員で最大規模の単一要員を構成しており、病院患者ケアの主要な提供者であり、同国の長期ケアの大部分を提供している。職業看護者になるための主な課程は、技術レベルの実践に照らした4年間の看護学の理学士号(BSN)である。レジスタード・ナースはBSNプログラムを通じて準備が整い、3年間の看護学の短期大学士号または3年間の病院研修プログラムで 病院のディプロマを受け取る。全員がこれら受験要件を得たのと同じ州で資格試験を受け、これに合格すると看護資格を取得する。
人員不足
レジスタード・ナースは米国で最大規模の医療従事者群で、2011年には約270万人が雇用されている。それでも、新卒者や諸外国で訓練を受けた看護師の数はレジスタード・ナースの需要を満たすのに不十分だと報じられている。看護不足は自発的な不足であるという考察を裏付けるデータが存在しており、言い換えれば看護師は自分の意志で看護を離職している。2006年には、約180万人の看護師が看護師として働かないことを選択したと推定されている。
アメリカ合衆国労働統計局は2011年に約29.7万人の医療雇用が創出されたと報告した。レジスタード・ナースが医療従事者の大部分を占めているため、これらは主に看護師によって埋められたものであろう。また同局は、2020年までに労働力の増加と交代により120万人の看護職求人が出ると述べている
継続教育
医療知識が着実に高まる中、看護師は継続的な教育を通じて医療ケアの前線に居続けることができる。継続的な教育プログラムにより、看護師は可能な限り最高のケアを患者に提供し、看護職のキャリアを高めて、看護委員会の要件を保つことが可能である。米国看護師協会 (American Nurses Association) と米国看護資格センター (American Nurses Credentialing Center) が、質の高い継続的な教育を看護師が受けられるよう尽力している。継続的な教育講習は、あらゆるレベルの看護師に向けた強化学習を提供するよう調整されている。また多くの州が継続的な看護教育(CNE)を規定している。初回免許や免許更新の条件としてCNEを必要とする看護免許認可委員会は、他州の認可委員会や米国看護資格センター（と同センター指定の組織）により提供される教育コースを受け入れている。全米医療研究所(National Healthcare Institute)は、CNEの履修単位時間要件を決定するにあたり看護師を支援するリストを作成した。このリストは包括的ではないが、看護免許認定委員会に直接連絡する方法の詳細を提供している。
資格認定
職業看護団体は、認定委員会を通じて特定の専門分野における臨床能力を実証するため志願制の認定試験を実施している。前提条件の実務経験を修了するとレジスタード・ナースは受験資格を得られ、それに合格すると名前の後に専門職の肩書を使える許可がレジスタード・ナースに与えられる。例えば、米国救命救急看護師協会の専門試験に合格すると、看護師は名前の後ろに"CCRN”のイニシャルを使うことが許される。他の団体・協会にも同様の手続きがある。
アメリカ看護師協会の資格認定支部にあたる看護師資格認定センターは同国最大の看護資格認定組織であり、30以上の専門試験を管理している。
刑務所
受刑者の数が多いため、心理的問題を抱えた囚人のメンタルヘルス療法など適切な健康管理を受刑者が受けられるように、米国は刑事収容施設で働く看護師 (Correctional nursing) を大勢必要としている。

#### カナダ
歴史
カナダの看護は、1639年のケベック州聖アウグスチノ修道会にさかのぼる。そこの修道女たちは、患者の霊的・肉体的なニーズに施しを与える伝道会を開こうとしていた。この伝道会創設が北米で最初の看護見習い研修制度を作った。 19世紀に、看護を行う幾つかのカトリック系修道会がカナダ全土に自分達のメッセージを広めようとした。ほとんどの看護師は女性で、たまに医師の診察があるだけだった。19世紀末になるに従い、病院看護と医療サービスが改善および拡張されていった。この大半がナイチンゲールの影響によるものである。1874年、オンタリオ州にある総合病院(General and Marine Hospital)で最初の公式な看護養成プログラムが開始された。
教育
カナダの看護師と看護師候補者は全員、学士号を取得するまで教育を継続することがカナダ看護師協会 (Canadian Nurses Association) によって強く推奨されている。この学位が患者の素晴らしい予後をもたらしている可能性がある。ユーコン準州とケベック州を除くカナダ国内の全州・全地域が、学士号を看護師全員が保有するよう義務付けている。この学位を取得するのに通常必要とされる歳月は4年である。ただし、一部の大学では凝縮された2年間のプログラムを提供している。
看護専門資格は、カナダ看護師協会を通じて22の実践分野で利用できる。看護専門資格は一般に、実践と経験そして試験（看護ケアが提供される特定の医療部門または外科部門のコンピテンシーに基づく）に合格する必要がある。高齢者へのケアに関する老年看護の認定は、レジスタード・ナースやナース・プラクティショナーだけでなく有資格の准看護師にも提供されている。

#### ラテンアメリカ
ラテンアメリカの看護には、3段階の養成訓練がある。ラテンアメリカおよびカリブ海域諸国の看護教育には、ユニバーサルヘルスケアとプライマリ・ヘルス・ケアの原則および価値観が含まれている。これらの原則は、批判的かつ複雑な思考の発展、問題解決、証拠に基づく臨床意思決定、生涯学習などの変革的な教育の在り方を支えている。パンアメリカン保健機関(PAHO)や世界保健機関(WHO)は、各人が最高水準の健康を享受する権利に基づき、看護介入を通じて人々が財政難に陥ることなしに健康の成果や基本的な保健医療制度の目標を改善するための戦略(Strategy for Universal Access to Health and Universal Health Coverage)を提案している。

### ヨーロッパ

#### 欧州連合
欧州連合(EU)では、看護師の職業が法規制されている。職に就くための行程や活動に特定の専門資格所有を要する場合に、（EU域内では）職業が法規制されると言われている。規制された職業データベースには、EU加盟国における看護職のほか、欧州経済領域(EEA)諸国およびスイスの看護職も含まれている。

#### イギリス
英国でレジスタード・ナースとして合法的に従事するには、開業医が看護助産評議会 (Nursing and Midwifery Council) に現在有効な登録を行なっている必要がある。レジスタード・ナースの称号はこの登録がなされた場合のみ付与されることになる。この保護された称号は1997年の法律(Nurses, Midwives and Health Visitors Act)に記載されている。2016年4月より英国の看護師は、今後も看護を続けるという積極的実践の証拠を提出することで、3年毎に資格登録を更新する仕組みとなっている。
1級と2級
1級看護師(First-level nurse)が、英国のレジスタード・ナースの大部分を占めている。2級看護師(Second-level nurse) の養成はもはや実施されていない。しかし彼らは依然としてレジスタード・ナースとして英国で合法的に従事可能である。その多くが現在は引退または1級看護師になるためにコース転換している。彼らは看護助産評議会に登録されているため自らをレジスタード・ナースだと名乗る権利があるものの、大半の人達が自らを准看護師(Enrolled Nurse)だと名乗っている。
上級職
- ナース・プラクティショナー - この看護師の大半が、最小限の修士号と希望の大学院修業証明を取得している。彼らはしばしば医師やフィジシャンアシスタント（英語版）と同様の役割を果たす。また彼らはフィジシャンアシスタントとは異なり、独立処方者ないし処方補助者として薬を処方することも（まだ法規制は存在するものの）可能である。大半のナース・プラクティショナーには、病院の専門分野への紹介権および入場権がある。彼らは一般にプライマリケア（いわゆる総合診療科）、救急科、小児科で働いているが、他科で見られるケースも増えている。英国では「ナース・プラクティショナー」の称号が法的に保護されている。
- コミュニティ専門の公衆衛生看護師(Specialist community public health nurse) - 伝統的な地区看護師 (district nurses)  や巡回保健師 (health visitor) にあたるもので、この人達が研究や出版活動を監督している。
- Lecturer Practitioner[注釈 5] - この看護師は国民保健サービス(NHS)と大学の双方で働く。通常は互いに週2-3日ずつ働く。大学では登録前の看護学生を養成し、専門課程では登録を済ませた看護師を教えることが多い。
- 専任講師(Lecturer) - この看護師は国民保健サービスに雇われてはいない。代わりに彼らは大学で一日中働き、教育と研究の両方を行う。

看護教育
レジスタード・ナースになるためには、看護助産評議会(NMC)に認定されたプログラムを修了しなければならない。現在これには大学の提供するコース範囲から取得可能な学位を修めることが含まれ、選択した専門課程で1級レジスタード・ナースとしての学位授与および職業登録の両方がもたらされる。こうしたコースは、大学での理論学習と実技演習が半々に分けられている。
コースは3年もしくは4年である。初年度が共通基礎プログラム(CFP)と通称されているもので、看護師全員に必要とされる基礎知識および技術を教える。CFPに含まれる技術には、意思疎通会話、観察、投薬、患者への個人ケア提供などがある。残りのプログラムは、学生が選択した看護部門（小児看護、精神衛生看護、学習障害看護）で固有の訓練となっている。
2013年現在、看護助産評議会は英国で資格を有する新卒看護師全員に学位資格の保有を義務付けている。ただし、ディプロマ保有または看護認定書を保有する看護師は（大学の部分講義を受講して、補充に足るだけの学位を取得することも可能だが）そのままでも英国で合法的に従事することができる。
登録後
最初の登録時以降、資格を有する看護師全員が自らの技能と知識を更新し続けることを期待されている。看護助産評議会は、登録後の教育と実務要件(PREP)の一環として3年ごとに最低35時間の教育を申し渡している。また、資格取得後が多くの看護師にとって更なる臨床技能を身につける機会である。挿管、採血、静脈注射の薬物療法、男性への尿道カテーテルなどが最も一般的である。他にもいろいろ（二次救命処置など）あるが、こちらは一部の看護師が経験する。
ディプロマでの資格を有する看護師の多くは、一旦勉強することで学位の資格を上積みすることを選択する。多くの看護師は、この上積みの一環として専門分野で学ぶ機会が増えるため、最初に学位取得するよりもこちらの選択肢を選ぶ。
専門看護師（看護師コンサルタントやナース・プラクティショナーなど）や看護教員になるため、一部の看護師は学士号を超えた訓練も経験する。修士課程は様々な医療関連のトピックに存在し、一部の看護師は博士号ほか高位の学位授与に向けて勉強することを選択する。また、地区看護師 や巡回保健師も専門看護師と見なされ、これになるためには専門の研修を受けなければならない。
新しい資格を有する地区看護師と巡回保健師は、全員がNurse Prescribers' Formulary（処方者にとって便利な、医薬品および配合の一覧表）から処方する訓練を受ける。これら看護師の多くはまた、独立処方および処方補助の訓練を受け、これが(2006年5月時点で)彼らに英国国民医薬品集でのほぼあらゆる薬物の処方を可能にしている。

### アジア・オセアニア

#### 日本
日本における看護の歴史を遡ると、古くは聖徳太子が四天王寺の建立(593年)に際して採用した「四箇院の制」のうち、悲田院が病者・老人のための福祉施設であり、施薬院と療病院が薬局・病院だったとされる。鎌倉時代の僧良忠(1199-1287)が著した『看病用心鈔』には、病人看護の仕方が詳細に綴られている。とはいえ江戸時代でも、自宅療養の病人を医師が往診して薬を処方する形が一般的であり、患者を入院させて治療するような病院施設はなく、病人の近親者が自宅で看護する程度だった（1722年の小石川養生所は例外）。幕末から明治へと移行する戊辰戦争で各地に臨時の戦時病院が設置され、1868年に横浜軍陣病院で働いていたイギリス人医師ウィリアム・ウィリスが、傷病人を看護するために女性を雇い入れたのが日本初の職業看護師だとされている。
1877年に博愛社（後の日本赤十字社）が創設されると、1885年に日本初の看護教育機関である有志共立東京病院看護婦教育所（現:慈恵看護専門学校）が発足。その後各地で看護師養成機関が発足するも、法整備はまだ立ち遅れていた。全国一律の法規制については、1899年に「産婆規則」が発布されて最初に産婆の免許制度が確立した。同様の資格制度が看護婦に対して導入されたのは1915年に「看護婦規則」が発布された時のことで、大正時代にこの職業への法的な制度が確立された。
昭和に入って第二次世界大戦が終わると、戦時中からの悪辣な衛生状態や乏しい医療水準を改善するため、日本政府はGHQの指導のもと、患者の看護あるいは罹患の予防に関わる看護職の業務や免許を規定するための「保健婦助産婦看護婦法」を1948年に制定した。以降この法律は、現代医療に即した看護職務や制度を規定する形へと幾度も改正されており、例えば2001年には男女共同参画社会実現に向けて呼称を男女とも「看護師」に統一すると共に、同法も「保健師助産師看護師法」に改められた。
日本では看護職の改善に向けた取り組みが継続実施されており、1992年には看護師等の人材確保の促進に関する法律が成立した。同法では看護師養成に向けた新しい大学プログラムが作られ、教育の場が養成所から大学・大学院へと急速な転換を遂げるようになった。同プログラムによって日本の看護師の教育水準は向上しており、高度な専門知識と技術を持ち合わせる専門看護師(1996)や認定看護師(1997)なども生まれている。
種類
日本では、看護師、准看護師、保健師、助産師の4種が看護職として認定されている。
- 看護師 - 国家資格の看護師試験に合格して厚生労働大臣の免許を交付された者をいう。欧米のレジスタード・ナースに相当するもので、次項の准看護師と区別するため「正看護師」とも呼ぶ。看護師になるには、大学4年間または養成所等で3年以上の教育を受けたうえで看護師国家試験に合格する必要がある[112]。2018年時点で約121万人が就業している[113]。
- 准看護師 - 都道府県の実施する准看護師試験に合格して都道府県知事の免許を交付された者をいう。看護師と異なり自らの判断で看護行為をすることはできず「医師・歯科医師又は看護師の指示を受けて」業務を行う。中学卒業後に2年間専門学校等で学べば受験資格が得られ、2016年末現在で約34万人が就業している[44]。2005年ごろから就業者数が減少し、同時期に養成施設数や入学者数も大きく減少している[114]。なお、看護師職能団体の日本看護協会は、（正）看護師に比べ教育内容・時間の不足や業務内容の制約などから医療の高度化への対応が困難として、准看護師養成の停止を目指している[115]。
- 保健師 - 保健師になるには、看護師免許を得た後に保健師の免許を取得する必要がある[116]。保健所や企業、学校、病院に勤務し、コミュニティ全体の健康を支えるべく「予防」「対策」をメインとした健康相談・保健指導などを生業とする者を言う。2018年時点で約5.3万人が就業している[113]。
- 助産師 -助産師になるには、看護師免許を得た後に助産師免許を取得する必要があり、かつ日本では資格取得が女性だけに制限されている（保助看法3条）[117]。妊娠から出産、産後の新生児ケアに至るまで母子の健康を守るため一連の管理・指導活動を行うことを生業とする者をいう。正常分娩であれば医師の指示を必要とせず、自身の判断による助産介助ができるのも特徴である[118]。2018年時点で約3.6万人が就業している[113]

教育
看護師養成機関については、日本赤十字社が1886年に博愛社病院（後の日本赤十字社病院、現:日本赤十字社医療センター）を設立し、1890年から養成を開始した。1895年に看護師養成の教科書を編纂するなど、日本赤十字は明治時代から看護師を養成する先駆者的存在だった。ただし当時の看護教育は大半が「各種学校」で行われていたもので、日本初となる大学での看護教育は1952年、高知女子大学で看護学科ができた時の事である。1956年には学士（看護学）が制定されるも看護大学の数はさほど増えず、1991年時点で11校にとどまっていた。翌92年に「看護師等の人材確保の促進に関する法律」が制定されると、看護師養成施設を設置した公立大学や短期大学に向けた財源交付などの補助も行われたため公立看護系大学の新設ラッシュが起こり、2019年時点で看護系大学の数は250校を超えるまで激増した。現在では、さらに大学院での看護学専攻に進むことで修士（看護学）や博士（看護学）の学位取得を目指すことも可能となっている。
日本で、個人が看護師になる道筋は主に4つある。
1. 高校卒業後に4年制看護系大学に進学
2. 高校卒業後に3年制看護短期大学に進学
3. 高校卒業後に3年制看護専門学校などの養成機関に進学
4. 中学卒業後に5年一貫の看護師養成課程校（高校の看護科）に進学[112]。

このいずれかで必要な教育を受けたのち、看護師国家試験に合格する必要がある。助産師や保健師になる場合は、1年以上の教育を受けて助産師国家試験や保健師国家試験に合格する必要があり、あわせて看護師国家試験にも合格している必要がある。看護系大学に進学した人は他の養成学校に進学した人よりも少し有利となっていて、看護師になるための受験資格と一緒に、保健師または助産師になるための受験資格も得ることができる（当人が所定の科目を大学で選択履修した場合）。看護系大学は日本で看護師を目指す人にとって最善のルートである。そこはより幅広い一般教養講座を提供しており、より厳格な教育様式の看護もできる。これら看護系大学は、臨地実習に出る際に重要かつ教育された意思決定を下せるようように学生達を養成する。一方、中学卒業後に 4. の5年制の高校看護科に進んだ場合、4コースの中では最短の20歳で看護師免許を取得できる（3年制学校では21歳、4年制看護系大学では22歳）。なお、看護教員には「看護師（保健師や助産師も可）として5年以上業務に従事した者」などの条件があり、学生を教える側の人材確保が教育面の課題のひとつでもある。
看護短期大学や看護養成学校に通う学生は、看護大学を卒業した学生と同じ学位を取得するが、学歴は同じにならない。看護短期大学や養成学校で提供される授業は、より実践的な看護の局面に焦点を当てている。これらの教育機関は一般教養の授業をそう多く提供しないため、同校に通う学生は在学中に看護教育だけに集中する。看護短期大学や養成学校に通う学生にも、助産師や保健師になるチャンスはある。短期大学の卒業者であれば短大の専攻科をさらに1年間履修、養成学校の卒業者は希望分野の養成所でさらに1年間教育を受けることで、助産師や保健師の国家試験を受ける資格を得られる。日本の看護師は免許を更新する必要がない。試験に合格すれば、彼らには終身免許が交付されることになる。
現状
米国と同じく、日本もより多くの看護師を必要としている。この需要の背景となる原動力として、国民が高齢化して国民のためにより多くの医療ケアが必要とされている事実がある。看護師等の人材確保の促進に関する法律をはじめとする90年代以降の取り組みもあって看護大学が急増したこともあり、就業看護師の数は2008年の87.7万人から2018年で121万人へと着実な増加が見られる。また、同法によって病院等に勤務する看護師等の処遇改善も進んでおり、2019年の働き方改革関連法では時間外労働の上限規制なども定められた。賃金面を見ると、日本の看護師の平均年収は450-500万円とされ、女性の多い職業としては（夜勤手当などもあり）比較的高いと言える。ただし、医師は看護師のおよそ2倍の年収である。内閣府の世論調査によると、看護師のイメージは「優しい・温かい（64.0%)、親切(61.5%)、頼りになる(50.4%)」が過半数を超えており、概ね良好である。看護の仕事については「夜勤などがあって生活が不規則な仕事(62.3%)、忙しくてきつい仕事(58.5%)」といったネガティブな回答も目立ったが、最も高かった回答は「人命にかかわる尊い仕事(72.5%)」というポジティブなものである。看護は3K労働環境と揶揄されたりもするが「危険な仕事(16.4%)、汚い仕事(14.4%)」との回答は少数だった。
日本看護協会(JNA)のように、日本の看護師を団結させる組織がある。JNAは職能団体であり、労働組合ではない。47都道府県の看護協会（法人会員）と連携して活動する全国組織で、個人の力だけでは解決できない看護を取り巻く課題を、組織の力で解決して介護の発展に尽力している。JNAのホームページによると「看護の質の向上」「看護職が働き続けられる環境づくり」「看護領域の開発・展開」という3つの基本理念の下、さまざまな活動を展開している。救急看護や災害看護など、専門分野によって看護師を分類して活動している他の組織も存在する。 看護関連の最も古い労働組合の一つが、1957年に設立された日本医療労働組合連合会（医労連）である。看護師だけでなく医師も含めた組合である。この組織は「看護師等の人材確保の促進に関する法律」の制定に関与した。

#### インド
インドの看護教育は中央機関のインド看護評議会(Indian Nursing Council)によって統轄されており、その規範は各州の看護評議会を通じて施行されている。インド最初の公式な看護教育はマドラス医科大学で実施された。1947年にインド看護評議会を構築する法律が制定され、看護師や助産師や巡回保健師 (health visitor) になるための訓練の統一基準を確立した。看護の職業は、英国植民地時代は女性が独占していた。ただしマドラス管区では、男性が積極的に看護職に従事していた。

#### イスラエル
イスラエルの看護師は、病院ケア、患者教育、負傷ケア、出生前ほかの監視、助産、乳児診療など、様々なことを担当している。
イスラエル文化における看護は、古代エジプトでユダヤ人女性が出産する手助けをした2人のユダヤ人助産師(ShifraとPuah)から始まったとされている。
近現代の看護は、ハダサー(Haddassah)という組織によってイスラエルに派遣された看護師と、1918年にヘンリエッタ・ゾルドによって設立された看護学校を通じて設立された。その間、イギリスがイスラエルでの助産を規定したが、その規制令で看護師のことは言及されなかった。
今日では、イスラエル保健省を通じて看護師と助産師が規定されている。

#### オーストラリア
カトリック系宗教機関がオーストラリアにおける看護の発展に影響を及ぼし、オーストラリアにある病院の多くを設立した。1838年に到着した慈善修道女会 (Sisters of Charity of Australia) が、シドニーに貧しい人々のための無償の病院(St Vincent's Hospital)を1857年に設立した。他にも慈悲修道女会であったり、老人介護では貧民救済修道女会などが、オーストラリアじゅうに病院、ホスピス、研究機関、老人介護施設を設立した。
1800年代の国勢調査では、植民地時代に西オーストラリアで働く数百人の看護師が見つかったが、これには衰弱者の世話をしたアボリジニの女性使用人が含まれていた。
州の看護資格認定機関は、2011年に連邦機関AHPRA(オーストラリアの医療従事者登録局)のもと国内合併した。看護免許の幾つかは現在も有効であり国中で認識されている。
- 准看護師は、国家認定に含まれる特定の技量を備えていれば経口薬の取り扱いを始めても構わないが、申請は機関によって異なる。
- レジスタード・ナースは、大学の学位を有している（准看護師は登録看護師の地位に昇進することが可能で、以前の研究で単位を取得することが可能）。
- ナース・プラクティショナーは、大学院の修士課程から就任できるようになり、私立診療所や公立の病院・診療所で働いている。
- メンタルヘルスの看護師は、精神保健法(Mental Health Act)に基づいて顧客紹介を管理するために、高度なメンタルヘルス開業医としてさらなる訓練を修了する必要がある。

オーストラリアは、技術・継続教育(TAFE)大学または民間登録研修機関(RTO)で訓練を受けた専門看護師のための豊富な国家カリキュラムを設けている。准看護師とレジスタード・ナースは移民局によって必要な職業分野として識別されており、レジスタード・ナースは常に供給不足であるが、これは専門分野に行くにつれて増加する。
1986年に国じゅうで次々と産業争議が起こり、ビクトリア州の看護師5000人が18日間のストライキを行った時に最高潮に達した。病院はストライキ中の人達から非常勤職員を雇うことで機能を維持できたが、そのコスト増が看護師に有利な決着をもたらすこととなった。